# ليزا أندرسن
ليزا أندرسن (بالإنجليزية: Lisa Andersen)‏ هي متركمجة أمريكية، ولدت في 8 مارس 1969 في أورموند بيتش في الولايات المتحدة.

## وصلات خارجية
- ليزا أندرسن على موقع الرابطة العالمية لركوب الأمواج (الإنجليزية)
- ليزا أندرسن على موقع EncyclopediaOfSurfing.com (الإنجليزية)
- ليزا أندرسن على موقع الموسوعة البريطانية (الإنجليزية)